# 텔류라이드 영화제
텔류라이드 영화제(Telluride Film Festival)는 매년 9월 노동절 주간에 미국 콜로라도주 텔류라이드에서 열리는 국제 영화제이다. 1974년에 처음으로 개최됐다.